# Buson
Buson é uma plataforma online para busca e compra de passagens de ônibus para todas as regiões do Brasil. A empresa foi fundada em janeiro de 2013, inicialmente como Guichê Virtual, pelo trio de engenheiros Thiago Carvalho, Rodrigo Barbosa e Halyson Valadão, formados pelo Instituto Tecnológico Aeronáutico (ITA). Sua sede está localizada em São José dos Campos (SP).
Em outubro de 2021, a empresa anunciou a mudança de seu nome para Buson, deixando de utilizar o nome antigo em suas plataformas e redes sociais.  

## História
Em agosto de 2012, os sócios tiveram a ideia de criar uma plataforma para compra de passagens de ônibus pela internet. A partir daí, iniciaram conversas com pessoas ligadas ao setor de transporte, empresas de tecnologia e possíveis. O projeto foi ao ar em janeiro de 2013, contando com capital próprio dos sócios.
Em 2016, a empresa de tecnologia anunciou sua primeira rodada de investimentos, liderada pela Kaszek Ventures, fundo de investimento criado pelos co-fundadores do Mercado Livre, Hernán Kazah e Nicolás Szekasy. Na ocasião, os fundadores do Guichê Virtual declararam que seu objetivo seria consolidar o mercado e oferecer novas soluções para as empresas de ônibus. 
Também em 2016, foi lançado o novo aplicativo com a interface renovada, tornando a interação com o usuário mais simples e rápida.
Em 2021, a empresa anunciou uma mudança no nome da marca pelas redes sociais, que passou a ser Buson. Dessa forma, todas as plataformas online foram atualizadas embora não tenham mudado a natureza de seus serviços. 

## Fundadores

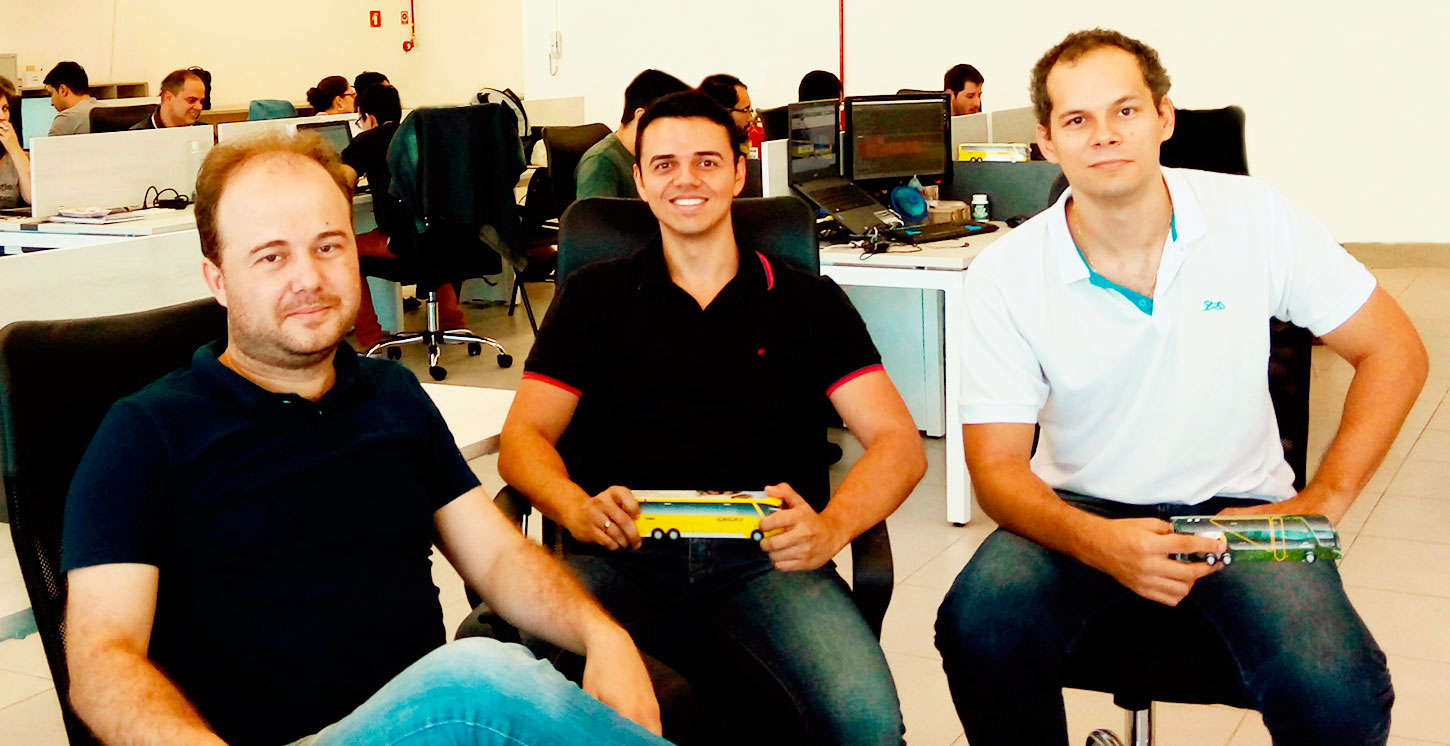
Foto de Thiago Carvalho (esquerda), Halyson Valadão (centro) e Rodrigo Barbosa (direta), fundadores do Guichê Virtual

### Thiago Carvalho[7]
Nascido em São José dos Campos (SP) e formado em Engenharia Aeronáutica pelo Instituto Tecnológico de Aeronáutica (ITA). Trabalhou na Embraer nas áreas de Suporte a Operações, Inteligência de Mercado e Estratégia de Produto.

### Rodrigo Barbosa
Nascido em Teresina (PI) e formado em Engenharia da Computação pelo Instituto Tecnológico de Aeronáutica (ITA). Trabalhou com Desenvolvimento de Sistemas nas empresas Touch, P2D e GTAC Solutions.

### Halyson Valadão
Nascido em Vitória (ES) e formado em Engenharia Aeronáutica pelo Instituto Tecnológico de Aeronáutica (ITA). Trabalhou na Anac na área de Planejamento e Gestão e na Embraer no setor de Suporte a Operações.

## Plataforma
A Buson possibilita aos usuários a consulta de horários de linhas de ônibus e a compra de passagens online para destinos em todo o Brasil e países da América do Sul onde mais de 250 empresas de ônibus operam. A compra pode ser efetuada pelo site ou pelo aplicativo gratuito da empresa.
Em setembro de 2016 a empresa lançou seu aplicativo nativo, que possibilita que o cliente finalize uma compra em menos de 1 minuto. Foi a primeira empresa do setor a ter um app desenvolvido nativamente para iOS e Android. A empresa oferece também suporte para a compra de passagens de ônibus pelo telefone, e-mail e chat.
A Buson apresenta ainda rotas com conexão, ou seja, se o usuário estiver em busca de uma linha e a plataforma não a encontrar de forma direta, o sistema apresenta sugestões de trajetos alternativos e trechos com conexões.

## Estágio Atual[10]
Além de passagens de ônibus, a empresa também comercializa passagens de barco na região norte do país, partindo principalmente das cidades de Santarém (PA), Belém (PA), Macapá (PA), Monte Alegre (PA), além de passagens ferroviárias no estado de Minas Gerais, na rota Tiradentes - São João del Rei.
Com a intenção de entregar uma experiência mais atrativa ao consumidor, em 2021 as plataformas do Guichê Virtual passaram a se chamar Buson. Apesar da mudança, a marca mantém o mesmo modelo de negócio já empregado anteriormente.

## Paraiba Valley
Sediado em São José dos Campos (SP), o Guichê Virtual foi uma das startups da região apelidada de “Paraíba Valley”. O termo tem sido utilizado para se referir ao conjunto de startups do Vale do Paraíba, no interior do Estado de São Paulo, e faz alusão ao Vale do Silício (“Silicon Valley”), nos EUA. A região brasileira, que é um tradicional pólo tecnológico do país, tem se destacado como ecossistema de inovação e empreendedorismo, o que atrai profissionais e investidores.